# Rola-de-colar-duplo
A rola-de-colar-duplo (Streptopelia bitorquata) é uma espécie de ave da família Columbidae.
Pode ser encontrada nos seguintes países: Guam, Indonésia, Malásia, Marianas Setentrionais e Filipinas.
Os seus habitats naturais são: florestas subtropicais ou tropicais húmidas de baixa altitude e florestas de mangal tropicais ou subtropicais.